# ينس هولم
ينس هولم (بالسويدية: Jens Holm)‏ هو مؤلف وكاتب ومدون وسياسي سويدي، ولد في 18 أبريل 1971 في سوندسفال في السويد. حزبياً، نشط في حزب اليسار. وقد انتخب عضو في البرلمان الأوروبي عن دائرة السويد ‏ لترشحه ضمن  قائمة حزب اليسار، وقد انضم خلال فترته النيابية (27 سبتمبر 2006 – 13 يوليو 2009)  للكتلة البرلمانية اليسار المتحد الأوروبي-اليسار الأخضر النوردي وانتخب عضو البرلمان السويدي ‏.